# Рефлектор Мініна
Рефлектор Мініна (лампа Мініна, "синя лампа") — фокусуючий рефлектор з лампою розжарювання синього кольору. Фізіотерапевтичний засіб, який шляхом прогрівання хворих ділянок людського тіла може сприяти одужанню при нежиті, ГРВІ, отиті, гаймориті, та інших захворюваннях.

## Історія
Вперше подібну лампу застосував російський військовий лікар А. В. Мінін (1851–1909), звідки вона і отримала свою назву. Він стверджував, що виявив бактерицидну і знеболювальну дію синього світла.
У своїх публікаціях А. В. Мінін писав:
|  | Не можу вказати іншого болезаспокійливого, яке б за силою могло зрівнятися з синім світлом |

Створена А. В. Мініним «лампа Мініна» широко використовувалася в медицині в середині ХХ століття.  Лікування синім світлом використовувалося в офтальмології, терапії, дерматології, фтизіатрії, при простудних та інших захворюваннях.  Аж до початку 40-х р.р. популярність синього світла як доступного засобу лікування всякого роду запалень, забоїв та невралгій була така велика, що «лампа Мініна» була практично в кожній родині. Це пояснюється тим, що в ті часи можливості медикаментозної медицини були вкрай обмежені. Однак в 30-ті роки минулого століття, з розвитком лікарської терапії — відкриттям антибіотиків і сульфаніламідів, інтерес до світлолікування  різко знизився.

## Вплив синього світла
На сьогодні зацікавленість до цієї методики відновилась. Терапевтичний ефект синього світла в дерматології (зокрема для лікування актинічного кератозу) відзначається в деяких працях, однак тільки в комбінації з іншими препаратами та лазерним опромінюванням
Інші дослідники стверджують, що ЕМ-випромінювання короткохвильової частини видимого спектра позитивно впливає на найрізноманітніші процеси в людському організмі Це зокрема
- Стимуляція синтезу енергії на клітинному рівні
- Пониження в'язкості крові
- Регуляція гемостазу
- Збільшення швидкості кровотоку в магістральних судинах
- Посилення мікроциркуляції
- Зміцнення судинної стінки
- Регуляція метаболізму
- Регенерація
- Знеболювання
- Поліпшення провідності нервових імпульсів
- Посилення доставки та утилізації кисню тканинами організму
- Поліпшення функції зовнішнього дихання
- Імуномодулююча дія